# Expedito Parente
Expedito José de Sá Parente (Fortaleza, 20 de abril de 1940 - Fortaleza, 13 de setembro de 2011) foi um engenheiro químico brasileiro e inventor do biodiesel.

## Vida
Era filho de José Cavalcante Parente e Maria Isaura de Sá Parente e teve onze irmãos. Seu pai, nascido em Sobral em 1897 e também conhecido como Zéparente, teve grande atuação na economia cearense e foi fundador da Casa Parente em 1914. Foi também fundador do Banco dos Proprietários S/A, do Banco dos Importadores do Ceará e do Banco Mercantil de Crédito - BMC, que dirigiu por três décadas. Construiu a Igreja de Santa Filomena, na Praia do Meireles, e participou da construção da Igreja do Cristo Rei, em Fortaleza. Foi ainda presidente eleito da FACIC-Federação das Associações Comerciais e Industriais do Ceará e também presidente da Fenix Caixeiral. Colaborou como articulista nos jornais cearenses com o pseudônimo de Zep.
Expedito Parente graduou-se na Escola Nacional de Química da então Universidade do Brasil (atualmente Universidade Federal do Rio de Janeiro), no ano de 1965, obtendo o mestrado em Ciências da Engenharia Química no ano seguinte, também na UFRJ. Concluiu ainda cursos de especialização em tecnologia de óleos vegetais e em engenharia de óleos vegetais, no Instituto de Óleos do Ministério da Agricultura, e em Tecnologia de Couros, na École Française de Tannerie, em Lyon, na França.
A partir de 1967, Expedito Parente tornou-se professor assistente da Universidade Federal do Ceará, em Fortaleza, passando ao cargo de professor adjunto em 1975. Foi na UFC, no final da década de 1970, que Parente desenvolveu o método de produção de biodiesel que viria a submeter ao INPI em 1980, tendo sido garantida em 1983 a patente PI – 8007957 ("Processo de Produção de Combustíveis a partir de Frutos ou Sementes Oleaginosas"), a primeira patente no mundo para um processo de produção em escala industrial de biodiesel. Todavia, devido ao desinteresse do governo brasileiro na época (em parte devido ao esforço dedicado ao Pró-álcool), o processo desenvolvido por Parente nunca foi efetivamente utilizado, e tendo decorrido o prazo de validade da patente, ela  entrou em domínio público.
Em 2007 recebeu a Medalha do Conhecimento do Governo Federal.